# Keeranur (Dindigul)
Keeranur es una ciudad y nagar Panchayat situada en el distrito de Dindigul en el estado de Tamil Nadu (India). Su población es de 7200 habitantes (2011). Se encuentra a 45 km de Dindigul.

## Demografía
Según el censo de 2011 la población de Keeranur era de 7200 habitantes, de los cuales 3507 eran hombres y 3693 eran mujeres. Keeranur tiene una tasa media de alfabetización del 72,87%, inferior a la media estatal del 80,09%: la alfabetización masculina es del 80,80%, y la alfabetización femenina del 65,35%.[cita requerida]